# Rugopimpla vulgaris
Rugopimpla vulgaris  (лат.) — ископаемый вид перепончатокрылых наездников рода Rugopimpla из семейства Ichneumonidae. Обнаружен в верхнемеловых отложениях Дальнего Востока: Обещающий, формация Ола (Ola Formation), или Ольская свита, возраст 70,6—84,9 млн лет (Магаданская область, Тенькинский район, среднее течение ручья Обещающий, правый приток реки Нил, в верхнем бассейне реки Армань).

## Описание
Мелкого размера перепончатокрылые наездники. Длина: голова с грудью от 2,4 до 3,2 мм, метасома от 3,5 до 5,0 мм, длина переднего крыла от 4,5 до 6 мм.
Вид Rugopimpla vulgaris был впервые описан по отпечаткам в 2010 году российским энтомологом Д. С. Копыловым (Палеонтологический институт РАН, Москва, Россия). Включён в состав рода Rugopimpla из вымершего подсемейства Labenopimplinae (Ichneumonidae).